# ジュディス・ハーマン
ジュディス・ルイス・ハーマン（Judith Lewis Herman, 1942年 - ）はアメリカ合衆国の精神科医。ハーバード大学医学部精神科名誉教授。マサチューセッツ州ケンブリッジ病院における犯罪被害者向けの治療プログラムVictims of Violence Programを立ち上げ、３０年以上にわたって指揮した。

## 来歴
ニューヨーク市に生まれる。ラドクリフ・カレッジからハーバード大学医学部に進学し、1968年に卒業。インターンとしてマサチューセッツ州サマーヴィルにある低額診療所で働きながら父娘姦の発生率や病理構造を調査し、『父-娘 近親姦』（1981年）にてC.ライト.ミルズ賞を受賞した。
主著である『心的外傷と回復』（1992年）では、精神医学における心的外傷の認識史を明らかにし、さらにベトナム帰還兵の精神症状と被虐待児や性犯罪被害者にみられる症状に類似性のあることを指摘した。ハーマンは同書で、慢性的暴力被害の後遺症として複雑性PTSD概念をはじめて提唱し、後にこれがWHOの国際診断基準であるICDに導入された。
切断神経腫による長い闘病生活の後に発表された『真実と修復』（2023年）では、暴力被害者へ補償、加害者のアカウンタビリティ、社会制度としての再発防止策の観点から修復的司法について論じている。

## 主な著作
- Herman, Judith Lewis (1992). Trauma and recovery: the aftermath of violence - from domestic abuse to political terror. New York: BasicBooks. ISBN 978-0-465-08730-3ジュディス・ハーマン 著、中井久夫 , 阿部大樹 訳『心的外傷と回復』みすず書房、2023年10月。ISBN 978-4622096504。
- Herman, Judith (2023) Truth and repair: How trauma survivors envision justice. London: Basic Books.  ジュディス・ハーマン 著、阿部大樹 訳『真実と修復　暴力被害者にとっての謝罪・補償・再発防止策』みすず書房、2024年3月。ISBN 978-4-622-09690-0。
- Herman, Judith Lewis (2003), "Introduction: Hidden in Plain Sight: Clinical Observations on Prostitution", in Farley, Melissa (ed.), Prostitution, Trafficking and Traumatic Stress, Binghamton, New York: Haworth Maltreatment & Trauma Press, pp. 1–16, ISBN 978-1-136-76490-5.